# Медаль «За военную защиту территории»
Медаль «За военную защиту территории» (фр. Médaille de la protection militaire du territoire) — французская военная награда, предназначена для награждения солдат, участвовавших в военных операциях по защите национальной территории Франции. Была учреждена указом президента Франсуа Олланда № 2015-85313 от июля 2015 года по инициативе министра обороны Жан-Ива Ле Дриана.

## Описание награды
Медаль круглая, диаметром 30 мм, на аверсе символическое изображение Республики с надписью «République française», а на реверсе — надпись «Médaille de la protection militaire du territoire» («Медаль за военную защиту территории»).
Лента шириной 5 мм, выполнена в цветах национального флага.

### Планки к медали
К ленте крепятся бронзовые планки, с названием типов операций, за которые была вручена медаль.
Таковых шесть:
- Кибер[англ.] (Cyber): с 6 мая 2017 года, за[2]:
  - тридцать месяцев службы в подразделениях, родом деятельности которых является киберзащита, а именно наблюдение, обнаружение, а также реагирование на компьютерные и информационные атаки направленные против страны;
  - шестьдесят дней эффективного участия в выполнении задач, описанных выше;
- Эгида (Égide): с 1 июля 2013 года, за[3]:
  - тридцать месяцев службы в подразделениях, занимающихся защитой военных объектов, общественных зданий государства и международных организаций, дипломатических и консульских миссий;
  - шестьдесят дней эффективного участия в выполнении задач, описанных выше;
  - двадцать наблюдательных полетов;
- Гарпия (Harpie): с 1 марта 2008 года, за присутствие в течение 30 дней на территории Гайаны, в рамках операции «Гарпия»[фр.] (борьба с нелегальной добычей золота)[4];
- Юпитер (Jupiter): с 1 июля 2013 года, за[5]:
  - тридцать месяцев службы в подразделениях, участвовавших в миссиях по обеспечению безопасности в интересах стратегических сил на территории страны;
  - шестьдесят дней эффективного участия в миссиях, описанных выше;
  - двадцать наблюдательных полетов;
- Страж[фр.] (Sentinelle): с 7 января 2015 года, за шестидесяти дней участия в операции[6];
- Трезубец (Trident): с 1 июля 2013 года, за[7]:
  - тридцать месяцев службы в подразделениях, осуществляющих военное наблюдения и защиту воздушного, морского и сухопутного пространств на территории страны;
  - шестьдесят дней эффективного участия в выполнении задач, описанных выше;
  - двадцать наблюдательных полетов.